# Asemrowo
Asemrowo é um kecamatan (subdistrito) da cidade de Surabaia, na Província Java Oriental, Indonésia.

## Keluharan
Asemrowo possui 5 keluharan:
- Asemrowo
- Genting
- Kalianak
- Greges
- Tambaklangan